# Markko Märtin

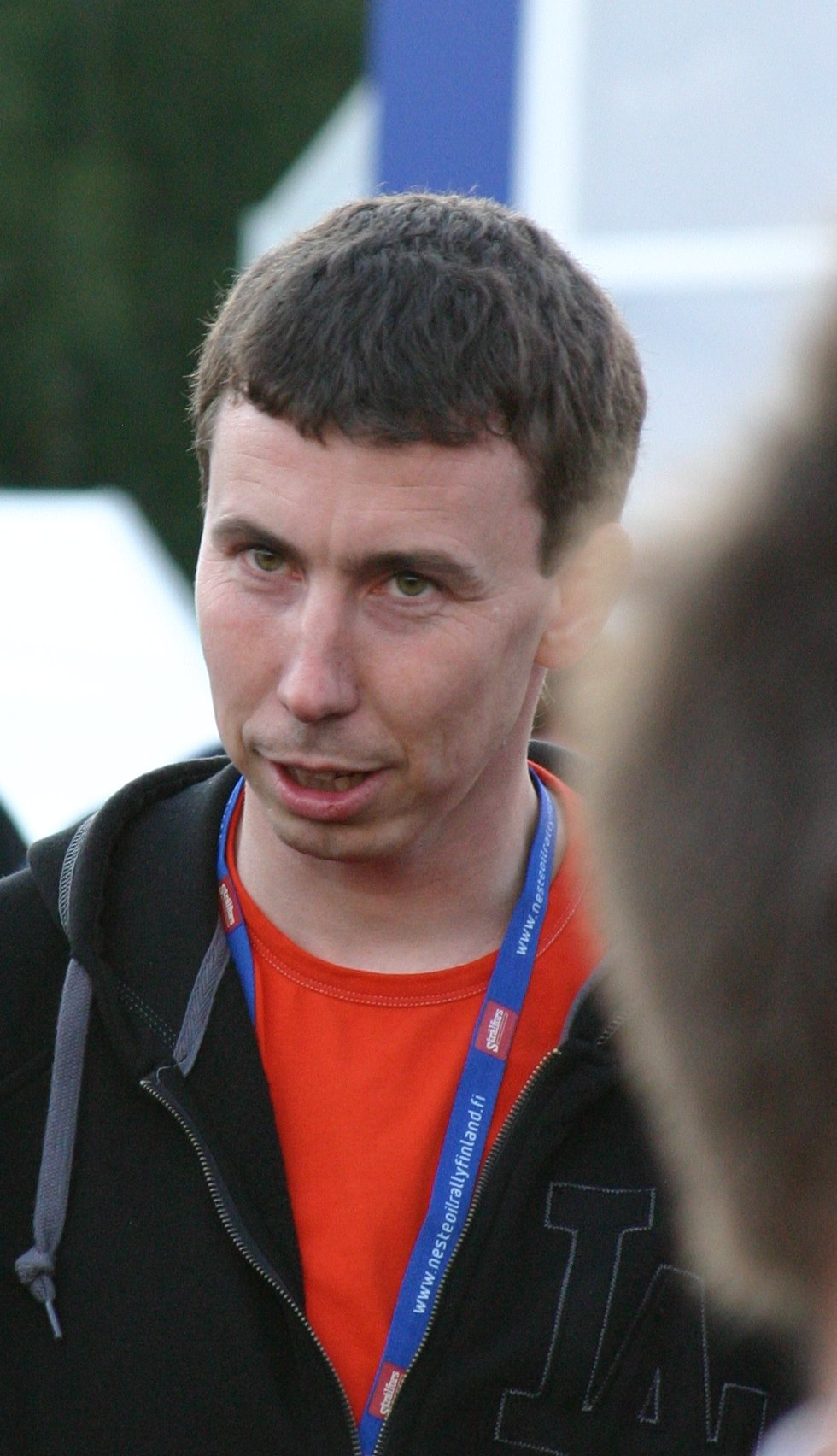
Markko Märtin el 2006

Markko Märtin (Tartu, Estònia 10 de novembre de 1975) va ser un pilot de ral·lis estonià que participà al Campionat Mundial de Ral·lis, on va guanyar cinc ral·lis i va finalitzar en tercera posició la temporada 2004.

## Trajectòria esportiva
Va començar a participar en els ral·lis l'any 1993 amb un Lada Samara en proves nacionals estonianes. Debuta per primera vegada al Campionat Mundial de Ral·lis l'any 1997, al Ral·li de Finlàndia, amb un Toyota Celica GT-Four.
Poc a poc es va fent més habitual la seva presència al Campionat Mundial, sobretot les temporades 1999 i 2000, recalant finalment a la temporada 2001 a l'equip oficial Subaru, on aconsegueix una sisena posició al Tour de Còrsega com a millor resultat amb el Subaru Impreza.
L'any 2002 Märtin recala al Ford World Rally Team, compartint equip amb Colin McRae i Carlos Sainz. Aquella primera temporada, Märtin aconsegueix acabar segon al Ral·li de la Gran Bretanya com a millor resultat.
A la temporada 2003 aconsegueix la seva primera victòria al Mundial al imposar-se al Ral·li Acròpolis amb el Ford Focus WRC, aquell any finalitzaria el campionat en cinquena posició, aconseguint una segona victòria al Ral·li de Finlàndia. No obstant, la seva millor temporada seria la 2004, quan Märtin guanyarà cinc ral·lis i finalitzarà en tercera posició el Campionat Mundial, tan sols superat per Petter Solberg segon i Sébastien Loeb campió.
La temporada 2005, Märtin passà a l'equip oficial de Peugeot, però va tenir dificultats per adaptar-se al Peugeot 307 WRC i hagué d'esperar sis mesos per a aconseguir un podi. Durant aquella temporada, disputant el Ral·li de Gal·les, el seu copilot Michael Park morí al impactar el seu vehicle contra un arbre. En conseqüència, alguns mesos més tard, Markko Märtin anuncià que posava fi a la seva carrera de pilot.
L'any 2008 es convertiria en pilot provador de Subaru World Rally Team.
Va promocionar al pilot estonià Ott Tänak, campió mundial, per tal que aconseguís obrir-se pas dins del Campionat Mundial de Ral·lis.

## Victòries al WRC
| # | Ral·li              | Any  | Copilot      | Vehicle        |
| - | ------------------- | ---- | ------------ | -------------- |
| 1 | Ral·li Acròpolis    | 2003 | Michael Park | Ford Focus WRC |
| 2 | Ral·li 1000 Llacs   | 2003 | Michael Park | Ford Focus WRC |
| 3 | Ral·li de Mèxic     | 2004 | Michael Park | Ford Focus WRC |
| 4 | Tour de Còrsega     | 2004 | Michael Park | Ford Focus WRC |
| 5 | Ral·li de Catalunya | 2004 | Michael Park | Ford Focus WRC |